# Leslie Mitchell
Pour les personnes ayant le même patronyme, voir Mitchell.
Leslie Mitchell est un acteur britannique né le 4 octobre 1905 à Édimbourg (Royaume-Uni), décédé le 23 novembre 1985 à Londres (Royaume-Uni).

## Biographie
Né Leslie Scott Falconer Mitchell, ses parents se séparent alors qu'il encore un enfant. Il est alors élevé par le romancier William John Locke. Il a étudié à la King's School de Canterbury (Angleterre). Il est également connu pour avoir prononcé les premières paroles à la télévision le 2 novembre 1938 à 15 h.

## Filmographie
- 1932 : Rynox : Woolrich
- 1938 : The Sky's the Limit
- 1942 : The Black Sheep of Whitehall : Radio interviewer
- 1949 : How Do You View? (série TV) : Interviewer
- 1951 : Lady Godiva Rides Again : TV interviewer
- 1953 : Geneviève : Leslie Mitchell
- 1954 : Grand National Night : Jack Donovan
- 1959 : The Heart of a Man